# 電源回路
電源回路（でんげんかいろ、英語：power supply）とは、入力電力から必要とされる出力電力を生成する電力回路である。電力変換回路とも呼ばれる。入力から出力の間に変換されるものには、電圧・周波数・力率・波形・直流 - 単相交流 - 三相交流などがあり、また入出力の絶縁のために用いられることもある。広義では電池も含めることがある。

## 分類

### 出力方式
- 電圧源（定電圧電源）
- 電流源（定電流電源）

### 変調方式
スイッチング制御電源においては一般的にパルス変調が用いられる。

### 駆動回路方式
- 電圧形 - 電圧制御型半導体素子（絶縁ゲートバイポーラトランジスタ (IGBT)・ゲートターンオフサイリスタ (GTO)）などの駆動回路。駆動電力が小さくて済む。
- 電流形 - 電流制御型半導体素子（パワートランジスタなど）の駆動回路。駆動電力が大きくなる。

### 制御回路（レギュレータ）
- デジタル方式 - マイクロプロセッサ・デジタル信号処理プロセッサなどを使用する。制御特性の調整が容易である。
- アナログ方式 - アナログ回路のみを用いる。制御特性の調整が煩雑である。

## 電力変換回路

### 直流入力直流出力電源（DC to DC）
DC-DCコンバータ（直流・直流変換器）とも呼ばれる。
- スイッチング制御電源
  - 絶縁型
  - 非絶縁型（チョッパ制御電源）
- リニアレギュレータ電源
  - 直列形定電圧電源（シリーズレギュレータ）
  - 並列形定電圧電源（シャントレギュレータ）

### 交流入力直流出力電源（AC to DC）
整流器・AC-DCコンバータ（PWMコンバーター）・AC-DC変換器、直流安定化電源などと呼ばれる。ACアダプタもこれに含まれる。

### 直流入力交流出力電源（DC to AC）
インバータ（逆変換器）と呼ばれる。

### 交流入力交流出力電源（AC to AC）
AC-AC電圧コンバータ（交流変圧器・交流電圧変換器）、変成器（へんせいき）、トランスとも呼ぶ。

#### 交流電圧制御
変圧器のタップ切換えや、サイリスタブリッジの位相制御が用いられる。

#### サイクロコンバータ
三相交流電力を別の周波数・電圧の交流電力に直接変換する。サイリスタなどを用いたブリッジ整流回路の位相制御角を調節して、任意の交流出力を実現している。自己消弧できないサイリスタサイクロコンバータでは、出力周波数の最大値は入力周波数の1/3 - 1/2程度であるが、入力リアクトル追加と同期電動機を負荷とすることで消弧を可能にし、それ以上の出力周波数を可能にしたものもある。また力率が悪い、電圧波形が乱れるなどの問題がある。

#### マトリックスコンバータ
自己消弧能力を持つ高速半導体デバイスを使用し、電源電圧を直接PWM制御して、任意の電圧・周波数を出力する直接変換型電力変換装置である。入力三相電源と出力三相を、直接9個の高速スイッチングが可能な半導体素子を用いた双方向スイッチにより接続し、出力側の電圧制御と同時に電源側の入力電流制御を可能としている。双方向スイッチの構成としてはIGBT・ダイオードを逆並列に接続したものが一般的であるが、その他の構成も報告されている。入力側にはPWMスイッチングのリップル成分除去のため、小型のLCフィルタを用いる構成が一般的である。通常のPWMインバータとは大きく異なる回路構成と独自の制御方法により、主に以下の特徴を有する：
- 電源回生が可能 - 省エネルギー・高効率
- 電源高調波が少ない - 入力電流を正弦波状に制御可能
- ゼロ速制御に強い - 入力が交流であり、直流出力時でもパワー素子に電流集中がない
- 平滑コンデンサが不要 - 電解コンデンサを用いないため、小型化・長寿命化が可能

PWMの変調方法には、以下のものがある：
直接法 - 三角波キャリア比較方式
演算により入力電流分配率および入力電圧の最低電圧・最高電圧の差と中間電圧の差を求め，これらの結果に基づき三角波キャリアの振幅を変調する。そしてこの三角波と入力電流分配率を考慮した線間電圧指令値とを比較して、スイッチングパターンを生成する。
比較的低いキャリア周波数でも入出力制御が可能となる．
直接法 - 空間ベクトル変調法
マトリックスコンバータの出力電圧に空間ベクトルを定義した場合（入力が直流電圧源であるインバータとは異なり）出力電圧ベクトルは時間とともに変化する。出力電圧の空間ベクトルは27種類あり、次の3種類に分類できる：
- ゼロベクトル（3種類）- 出力のすべての相が入力と同じ相に接続
- 方向が固定で長さが単振動するもの（18種類）- 出力の2相が入力の同じ相に接続
- 長さが一定で回転するもの（6種類）- 出力の3相がすべて異なる入力相に接続

これらの空間ベクトルを組み合わせ、出力ひずみの小さなマトリックスコンバータのスイッチングパターンを求めることが可能となる。
間接変調法-仮想DCリンク方式
マトリックスコンバータは、実際には電圧形インバータのような直流電圧源は存在しない。しかしDCリンクで接続された電流形PWM整流器と電圧形PWMインバータに仮想的に分離すれば、各々の変換器のゲート信号を論理合成してマトリックスコンバータのゲート信号を生成できる。この方法では、通常のPWM整流器・PWMインバータの制御法で用いられている三角波比較方式やベクトル変調方式を、マトリックスコンバータのゲート信号の作成に使用できる。間接変調法は、直接変調法と結果的に同様なスイッチングパターンを生成できる。

## 付加回路の例

### 保安装置
- 短絡
- 地絡
- 過負荷
  - 過電圧
  - 過電流
- 不足電圧
- 装置過熱
- ストール防止

### 交流電圧安定化（力率改善）回路
交流電源系統の電圧安定化や力率改善のための回路であり、
- 電線路の効率的運用
- 変圧器の容量の有効活用
- 電圧の変動による障害（フリッカ障害）の防止
- 高調波障害の防止

のために使用される。
- 自励式無効電力補償装置（STATCOM）
- サイリスタ位相制御コンデンサ（TSC）
- サイリスタ位相制御リアクトル（TCR）
- 同期調相機 - 機械的に無負荷の電磁石同期電動機を系統に接続し、界磁電流により無効電力の大・小や遅れ・進みを制御する。

### デカップリング回路
複数の増幅素子を有する増幅回路では、終段増幅素子の消費電流（出力）の変化により電源ラインに電圧降下が発生し、それが前段増幅素子に伝わって発振を引き起こすことがある。その防止のため、電源ラインに抵抗器またはインダクタを挿入し、各増幅段の電源と並列に最短距離でコンデンサを接続する。これをデカップリング回路と呼ぶ。デジタル回路では、各集積回路の電源端子（ピン）と並列に積層セラミックコンデンサなど周波数特性の良いコンデンサを接続して用いることが原則である。
デジタル回路はリセットの瞬間、全てのゲートが同時に状態遷移し、大電流が流れる。デカップリング回路がないか十分ではない場合、このとき電圧降下が発生する。バイポーラ素子を使った回路において、入力信号が電源電圧を上回るとラッチアップと呼ばれる短絡が発生し、素子を破壊するおそれがある。絶縁層を持つCMOS回路においては寄生トランジスタがないのでラッチアップは起きないが、入力段を保護しているダイオードが降伏してしまい短絡することがある。
近年の高性能CPUは電源要求が厳しく、リセットの瞬間に100Aを超える大電流が流れる製品も少なくない。基板には大量のデカップリング用コンデンサを配し、CPUパッケージ上にも数十個の積層セラミックコンデンサを取り付けている。CPUは大量の熱を発するが、この熱がこもりデカップリング用コンデンサを加熱して寿命を縮め、ひいては容量抜けによって設計外の場所に大電流が流れて装置を破壊してしまうことがある。対策としては、マザーボード上のコンデンサがエアフロー上適切な位置に配置されている製品を選ぶ、装置内部に熱がこもらないように設計された筐体を選ぶことである。